# Nymphon micronyx
Nymphon micronyx is een zeespin uit de familie Nymphonidae. De soort behoort tot het geslacht Nymphon. Nymphon micronyx werd in 1888 voor het eerst wetenschappelijk beschreven door Sars. 